# Cho Youn-jeong
Cho Youn-Jeong (Koreaans: 조윤정) (Seoel, 29 september 1969) is een Koreaanse boogschutter.
Cho Youn-Jeong is een Koreaanse naam, de familienaam is Cho. Cho was lid van het Koreaans Olympisch team op de Spelen in Barcelona (1992). Ze won individueel en met het team (met Kim Soo-Nyung en Lee Eun-Kyung) een gouden medaille.

## Erelijst
- 1992:  Olympische Spelen (team)
- 1992:  Olympische Spelen (individueel)

1904: Matilda Howell ·
1908: Queenie Newall ·
1972: Doreen Wilber ·
1976: Luann Ryon ·
1980: Keto Losaberidze ·
1984: Seo Hyang-soon ·
1988: Kim Soo-nyung ·
1992: Cho Youn-jeong ·
1996: Kim Kyung-wook ·
2000: Yun Mi-jin ·
2004: Park Sung-hyun ·
2008: Zhang Juanjuan · 
2012: Ki Bo-bae · 
2016: Chang Hye-jin ·
2020: An San ·
2024: Lim Si-hyeon
1988: Kim S-n/Wang/Yun Y-s ·
1992: Cho/Kim S-n/Lee E-k ·
1996: Kim J-s/Kim K-w/Yoon H-y ·
2000: Kim N-s/Kim S-n/Yun M-j ·
2004: Lee S-j/Park/Yun M-j ·
2008: Joo/Park/Yun O-h ·
2012: Choi/Ki/Lee S-j ·
2016: Chang/Choi/Ki ·
2020: An/Jang/Kang ·
2024: Jeon/Lim/Nam